# Конрад Тонконогий
Конрад Тонконогий (пол. Konrad Laskonogi; 1146/1157 — 17 января 1180/1190) — князь Глогувский с 1177 года.
Конрад был третьим сыном Влади́слава II Изгна́нника —— князя-принцепса Польши и Поморья, князя Силезского (1138—1146) и Агнессы фон Бабенберг, родной сестры императора Конрада III. Внук — по отцу Болеслава III Кривоустого, по матери — маркграфа Австрийского Леопольда III. Двоюродный брат императора Фридриха Барбароссы.

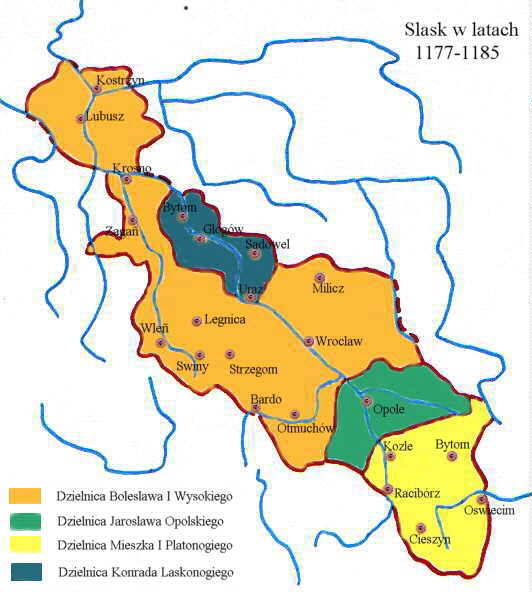
Силезия в 1177—1185 годах
Болеслав I Долговязый
Ярослав (князь опольский)
Мешко I Плясоногий
Конрад Тонконогий

О первых годах жизни Конрада известно мало. По-видимому, он родился в замке Альтенбург в Тюрингии, где с 1146 года проживала семья его отца Владислава II, бежавшего в Германию после поражения в войне с младшими братьями. Дата его рождения оценивается историками от 1146 года до 1157 года, поскольку, как считает Казимир Ясинский, разница в возрасте между детьми от одной матери не может превышать 30 лет, а старший брат Конрада Болеслав I Долговязый родился в 1127 году. По мнению немецкого историка Германа Гротэфенда (Hermann Grotefend) он был назван в честь дяди, императора Конрада III . 
Конрад с детства был болен – он страдал парезом ног . Его определили для духовной карьеры: он был отдан на воспитание бенедиктинцам в Фульдское аббатство или в монастырь Вальдзассена. 
В 1163 году его старшие братья Болеслав I Долговязый и Мешко I Плясоногий, заручившись поддержкой императора Фридриха I Барбароссы, вернулись в Польшу и получили от их дяди Болеслава IV Кудрявого отцовский удел ― Княжество Силезия. В состав их владений входила Верхняя и Нижняя Силезия с городами Вроцлав, Ополе, Рацибуж, Глогув и Легница. Малолетний Конрад, вероятно, остался в Германии.
Совместное правление Болеслава I и Мешко I продолжалось недолго; вскоре между ними стали возникать ссоры и в 1173 году они разделили Силезию между собой: Болеслав I Долговязый получил Нижнюю Силезию, образовав Вроцлавское княжество, а для Мешко I Плясоногого на территории Верхней Силезии было образовано Ратиборское княжество.
Достигнув совершеннолетия, Конрад вернулся в Силезию и предъявил свои претензии на часть территории Силезии. Конфликт между братьями продолжался до 1177 года, когда Болеслав I попытался завоевать краковский трон, но потерпел поражение и бежал из Польши. Конфликт между братьями был урегулирован при посредничестве их дяди, князя-принцепса Польши Казимира II Справедливого, и одним из его условий было наделение Конрада самостоятельным уделом. Болеслав I выделил из своих владений Глогувское княжество, в котором и стал править Конрад Тонконогий.
Конрад был холост и не имел детей. Его имя не упоминается в источниках после 1178 года, из чего можно сделать вывод, что он вскоре умер, хотя некоторые источники датируют его смерть 1190 годом. После смерти Конрада Тонконогого Глогув вернулся в состав владений Болеслава I Долговязого.
Неизвестно, где был похоронен князь Конрад Тонконогий, хотя можно предположить, что в Глогуве.